# Boussac (Creuse)
Boussac is een gemeente in het Franse departement Creuse (regio Nouvelle-Aquitaine). De plaats maakt deel uit van het arrondissement Guéret. Boussac telde op 1 januari 2022 1.239 inwoners.

## Geografie
De oppervlakte van Boussac bedraagt 1,48 km², de bevolkingsdichtheid is 844 inwoners per km² (per 1 januari 2019).
De kaart hieronder geeft de locatie van Boussac weer, inclusief de belangrijkste infrastructuur en de omliggende gemeenten.

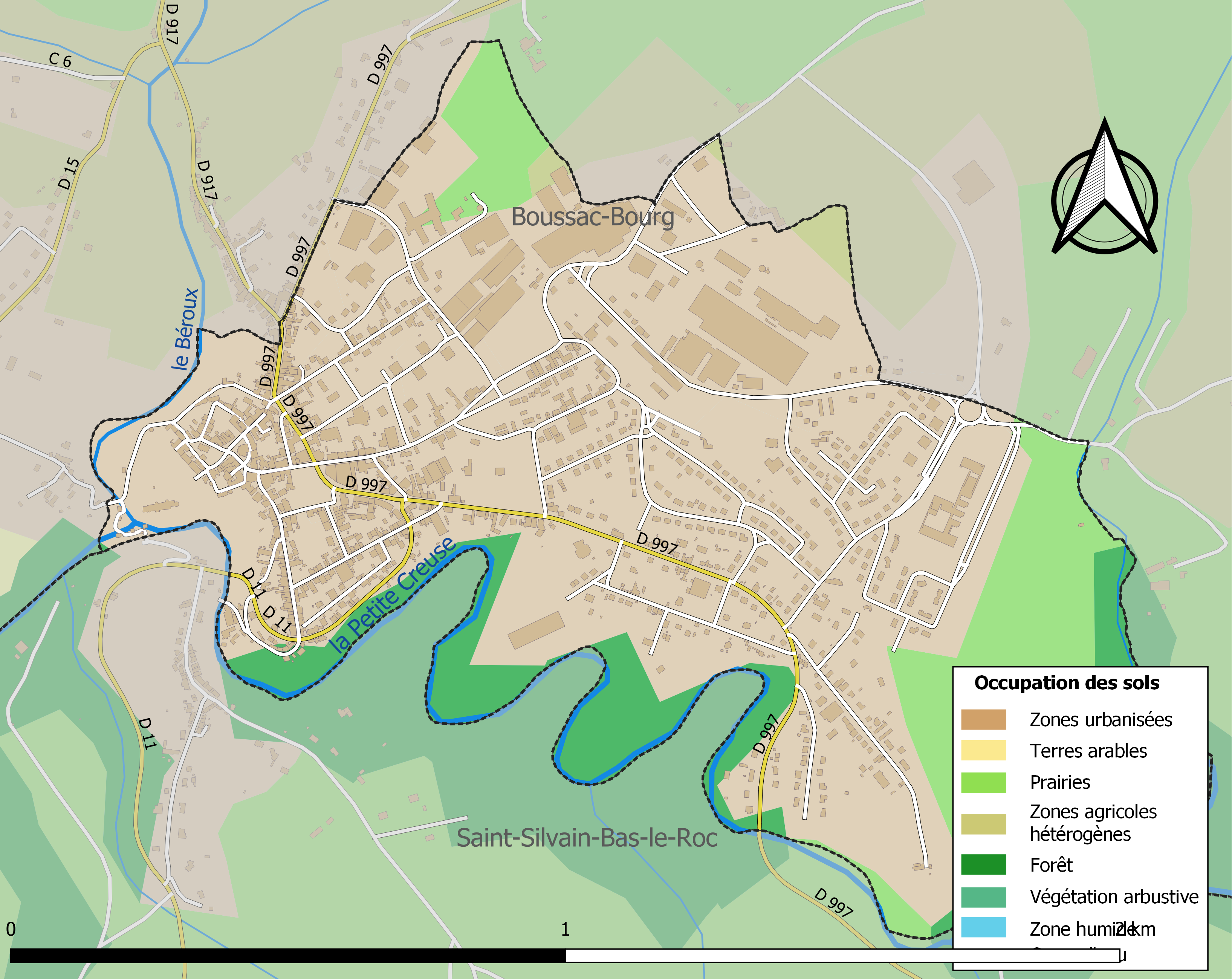

## Demografie
Onderstaande figuur toont het verloop van het inwonertal (bron: INSEE-tellingen).